# ارین ترن
ارین ترن (انگلیسی: Erin Thorn؛ زادهٔ ۱۹ مهٔ ۱۹۸۱) بازیکن بسکتبال اهل ایالات متحده آمریکا است.